# بنجامین کاردوزو
بنجامین ناتان کاردوزو (زادهٔ ۲۴ مه ۱۸۷۰ - درگذشته ۹ ژوئیه ۱۹۳۸) حقوق‌دان و وکیل بود که از ۱۹۱۴ تا ۱۹۳۲ میلادی در دادگاه استیناف نیویورک خدمت کرد و از ۱۹۳۲ تا زمان مرگش در ۱۹۳۸ معاون قاضی دیوان عالی ایالات متحده بود. کاردوزو برای تأثیر قابل توجه اش در توسعه کامن لا آمریکایی در قرن بیستم میلادی به علاوه در فلسفه و سبک نثر زنده اش، در خاطره‌ها ماندگار شد.
او در شهر نیویورک به دنیا آمد. او بعد از پذیرفته شدن در دانشکده حقوق کلمبیا در ۱۹۸۱ میلادی وکالت را پشت سر گذرانید. او انتخابات دیوان عالی نیویورک به سال ۱۹۱۳ را برنده شد ولی در سال‌های بعد به دادگاه استیناف نیویورک پیوست. او انتخابات ریاست قاضی آن دادگاه را در سال ۱۹۲۶ برد. به عنوان رئیس دادگاه، او نظرات اکثریت در مورد مواردی از قبیل Palsgraf v. Long Island Railroad Co را نوشت.
در سال ۱۹۳۲، رئیس‌جمهور هربرت هوور، کاردوزو را به جانشینی اولیور وندل هولمز جونیور در دیوان عالی ایالات متحده آمریکا قرار داد. کاردوزو در این سمت تا زمان مرگش در سال ۱۹۳۸ خدمت کرد و بخشی از بلوک لیبرال قضات موسوم به سه تفنگدار بود. او نظر اکثریت دیوان را در موارد قابل توجه از قبیل Nixon v. Condon (۱۹۳۲) و Steward Machine Co. v. Davis (۱۹۳۷) نوشت.